# Rhynchospora barbata
Rhynchospora barbata là loài thực vật có hoa trong họ Cói. Loài này được (Vahl) Kunth miêu tả khoa học đầu tiên năm 1837.